# Manhattan Center
Il Manhattan Center costruito nel 1906 e sito al 311 West 34th Street in Midtown Manhattan, è la sede del Manhattan Center Studios (due studi di registrazione), l'auditorium Grand Ballroom e la sala Hammerstein Ballroom, una delle più moderne sale da concerto di New York.

## Storia
Edificato su iniziativa dell'impresario Oscar Hammerstein I e originariamente chiamato Manhattan Opera House, venne inaugurato il 6 dicembre 1906 con I puritani diretta da Cleofonte Campanini con Alessandro Bonci e Mario Ancona. 
L'intenzione di Hammerstein era di competere con il blasonato Metropolitan Opera, offrendo grandi opere e produzioni teatrali al pubblico di New York a prezzi più bassi. Rapidamente ricevette il plauso della critica e divenne un'alternativa popolare al "Met". 
Nel 1910, dopo che il Metropolitan Opera sentì di non poter più tollerare la competizione, offrì a Hammerstein 1,2 milioni di dollari per cessare la produzione di opere per un periodo di 10 anni; questi accettò l'offerta e sperimentò vari altri tipi di intrattenimento prima di vendere l'edificio. Nel 1922 il Manhattan Opera House fu acquistato della Massoneria di Rito Scozzese, che costruì una nuova facciata e una nuova Grand Ballroom al settimo piano.
Nel 1939 il nome dell'edificio cambiò in Manhattan Center, ora un luogo polivalente per una varietà di diversi tipi di eventi.
Nel 1976, l'edificio venne acquistato dalla Unification Church per la somma di 3.000.000 di dollari.